# Leichtathletik-Europameisterschaften 2012/Dreisprung der Männer

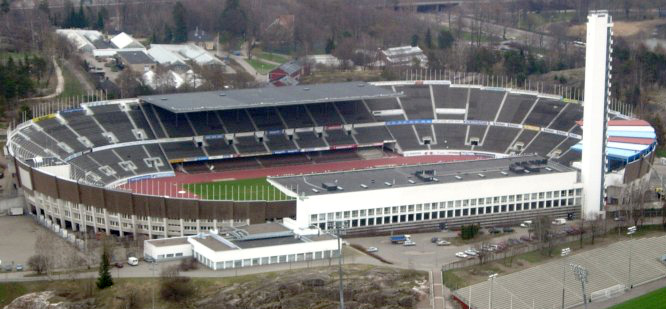
Das Olympiastadion Olympiastadion Helsinki im Jahr 2005

Der Dreisprung der Männer bei den Leichtathletik-Europameisterschaften 2012 wurde am 28. und 30. Juni 2012 im Olympiastadion der finnischen Hauptstadt Helsinki ausgetragen.
Europameister wurde der Italiener Fabrizio Donato. Silber ging an Scheryf El-Scheryf aus der Ukraine. Der Belarusse Aljaksej Zapik errang die Bronzemedaille.

## Bestehende Rekorde
| Weltrekord           | 18,29 m | Jonathan Edwards | Göteborg, Schweden    | 7. August 1995 |
| Europarekord         | 18,29 m | Jonathan Edwards | Göteborg, Schweden    | 7. August 1995 |
| Meisterschaftsrekord | 17,81 m | Phillips Idowu   | EM Barcelona, Spanien | 29. Juli 2010  |

Der bestehende EM-Rekord wurde bei diesen Europameisterschaften nicht erreicht. Die größte reguläre Weite erzielte der italienische Europameister Fabrizio Donato mit 17,53 m bei einem Rückenwind von 0,8 m/s. Donatos Siegesweite von 17,63 m wurde durch einen Rückenwind von 2,8 m/s unterstützt und war damit nicht bestenlistenreif. Die 17,53 m lagen 28 Zentimeter unter dem Rekord. Zum Welt- und Europarekord fehlten 76 Zentimeter.

## Windbedingungen
In den folgenden Ergebnisübersichten sind die Windbedingungen zu den jeweiligen Sprüngen mitbenannt. Der erlaubte Grenzwert liegt bei zwei Metern pro Sekunde. Bei stärkerer Windunterstützung wird die Weite für den Wettkampf gewertet, findet jedoch keinen Eingang in Rekord- und Bestenlisten.

## Legende
Kurze Übersicht zur Bedeutung der Symbolik – so üblicherweise auch in sonstigen Veröffentlichungen verwendet:
| NM  | keine Weite (no mark)                                  |
| ogV | ohne gültigen Versuch                                  |
| w   | Windunterstützung über dem zulässigen Wert von 2,0 m/s |
| –   | verzichtet                                             |
| x   | ungültig                                               |

## Qualifikation
28. Juni 2012, 12:20 Uhr
27 Wettbewerber traten in zwei Gruppen zur Qualifikationsrunde an. Vier von ihnen (hellblau unterlegt) übertrafen die Qualifikationsweite für den direkten Finaleinzug von 16,75 m. Damit war die Mindestzahl von zwölf Finalteilnehmern nicht erreicht. Das Finalfeld wurde mit den acht nächstplatzierten Sportlern (hellgrün unterlegt) auf zwölf Springer aufgefüllt. So reichten für die Finalteilnahme schließlich 16,43 m.

### Gruppe A

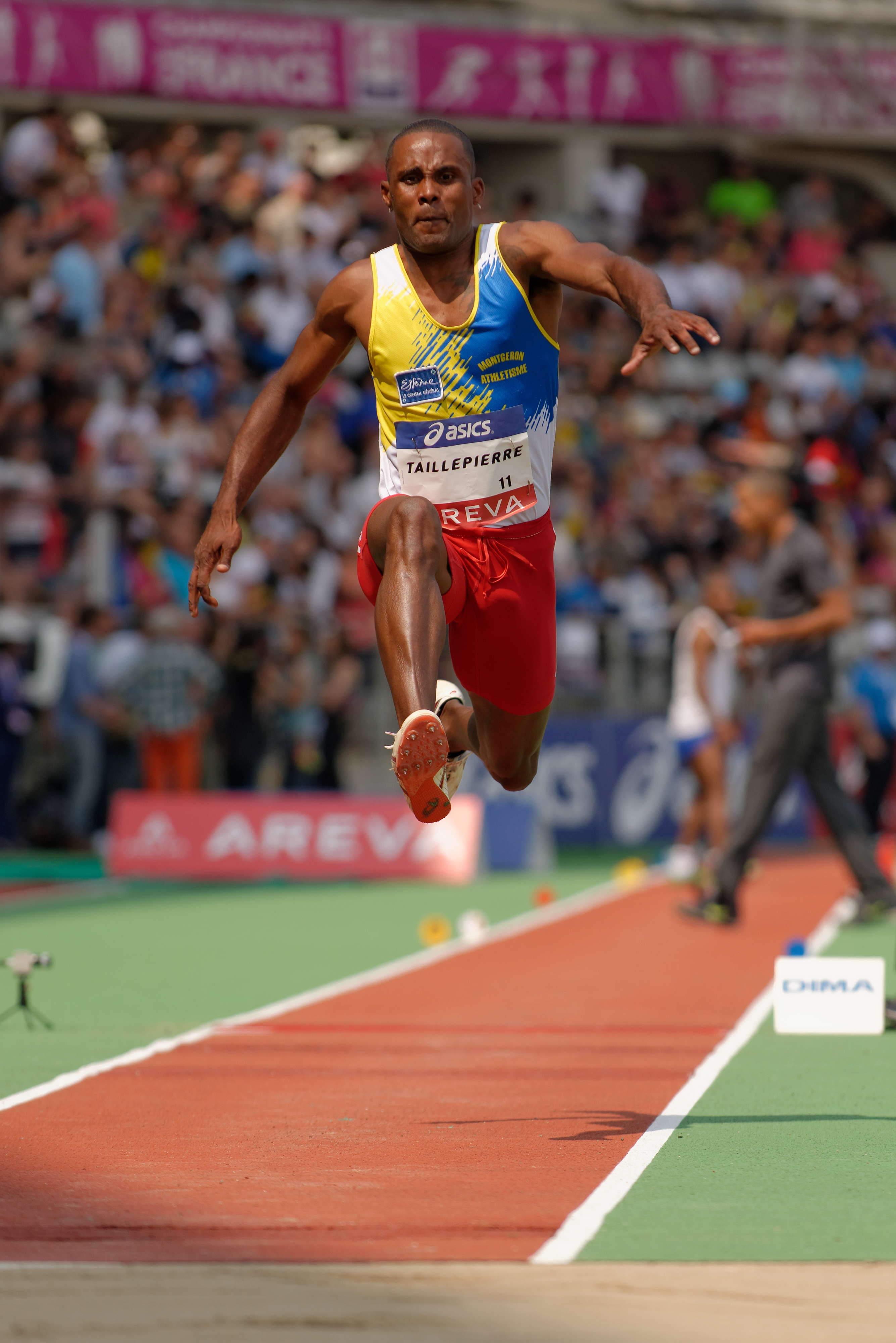
Karl Taillepierres 16,20 m waren zu wenig für die Teilnahme am Finale
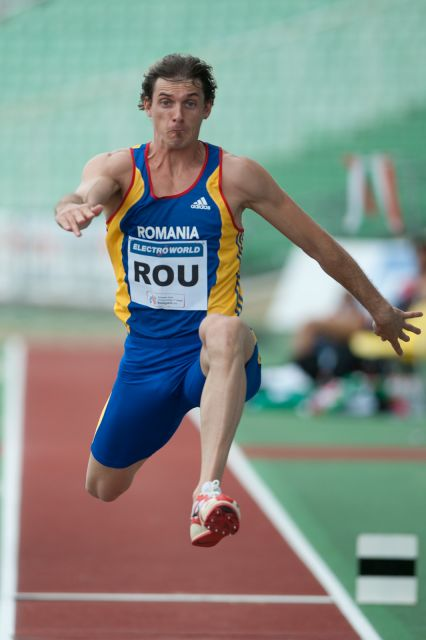
Marian Oprea scheiterte mit seinen 16,17 m in der Qualifikation

| Platz | Name               | Nation         | Resultat (m) | 1. Versuch (m) Wind (m/s) | 2. Versuch (m) Wind (m/s) | 3. Versuch (m) Wind (m/s) |
| 1     | Fabrizio Donato    | Italien        | 17,1700      | 17,17 / +2,0              | –                         | –                         |
| 2     | Scheryf El-Scheryf | Ukraine        | 16,9100      | 16,91 / +0,8              | –                         | –                         |
| 3     | Yochai Halevi      | Israel         | 16,6700      | 16,67 / +1,5              | 16,13 / −1,1              | 16,53 / +2,7              |
| 4     | Dimitris Tsiamis   | Griechenland   | 16,5500      | 16,55 / −0,5              | 15,75 / −1,1              | x                         |
| 5     | Dsmitryj Platnizki | Belarus        | 16,4700      | 15,70 / +3,0              | 16,47 / +0,7              | x                         |
| 6     | Ruslan Samitow     | Russland       | 16,3200      | 15,40 / +1,5              | 15,86 / +1,1              | 16,32 / +0,6              |
| 7     | Onochie Achike     | Großbritannien | 16,2500      | 15,77 / −0,2              | 16,25 / +1,0              | 16,13 / +1,0              |
| 8     | Lisvany Pérez      | Spanien        | 16,24 w      | 15,79 / +0,4              | 16,24 / +3,0              | 16,12 / +0,9              |
| 9     | Zacharias Arnos    | Zypern         | 16,2300      | 16,23 / +1,5              | 16,02 / +1,9              | 16,02 / +0,6              |
| 10    | Karl Taillepierre  | Frankreich     | 16,2000      | 15,10 / +1,7              | 15,55 / +0,6              | 16,20 / +0,2              |
| 11    | Marian Oprea       | Rumänien       | 16,1700      | 16,17 / ±0,0              | x                         | x                         |
| 12    | Anders Møller      | Dänemark       | 15,98 w      | 15,98 / +2,4              | 13,23 / +0,9              | 15,60 / ±0,0              |
| 13    | Rumen Dimitrov     | Bulgarien      | 15,6000      | x                         | 15,12 / −0,6              | 15,60 / +0,5              |
| NM    | Mantas Dilys       | Litauen        | ogV00        | x                         | x                         | x                         |

### Gruppe B

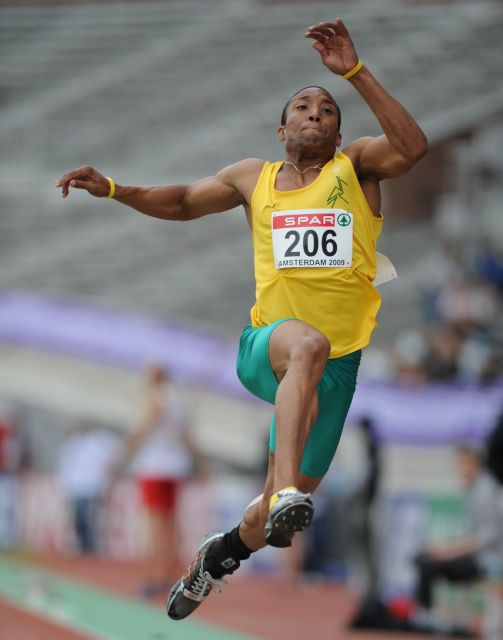
Fabian Florants 16,35 m waren um acht Zentimeter zu kurz, um im Finale dabei zu sein
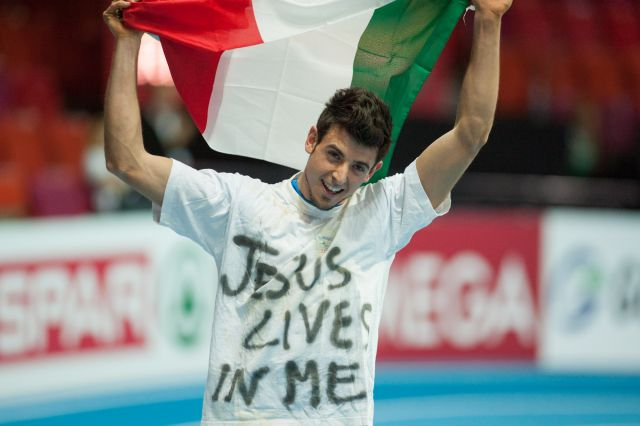
Mit 15,90 m schied Daniele Greco in der Qualifikation aus
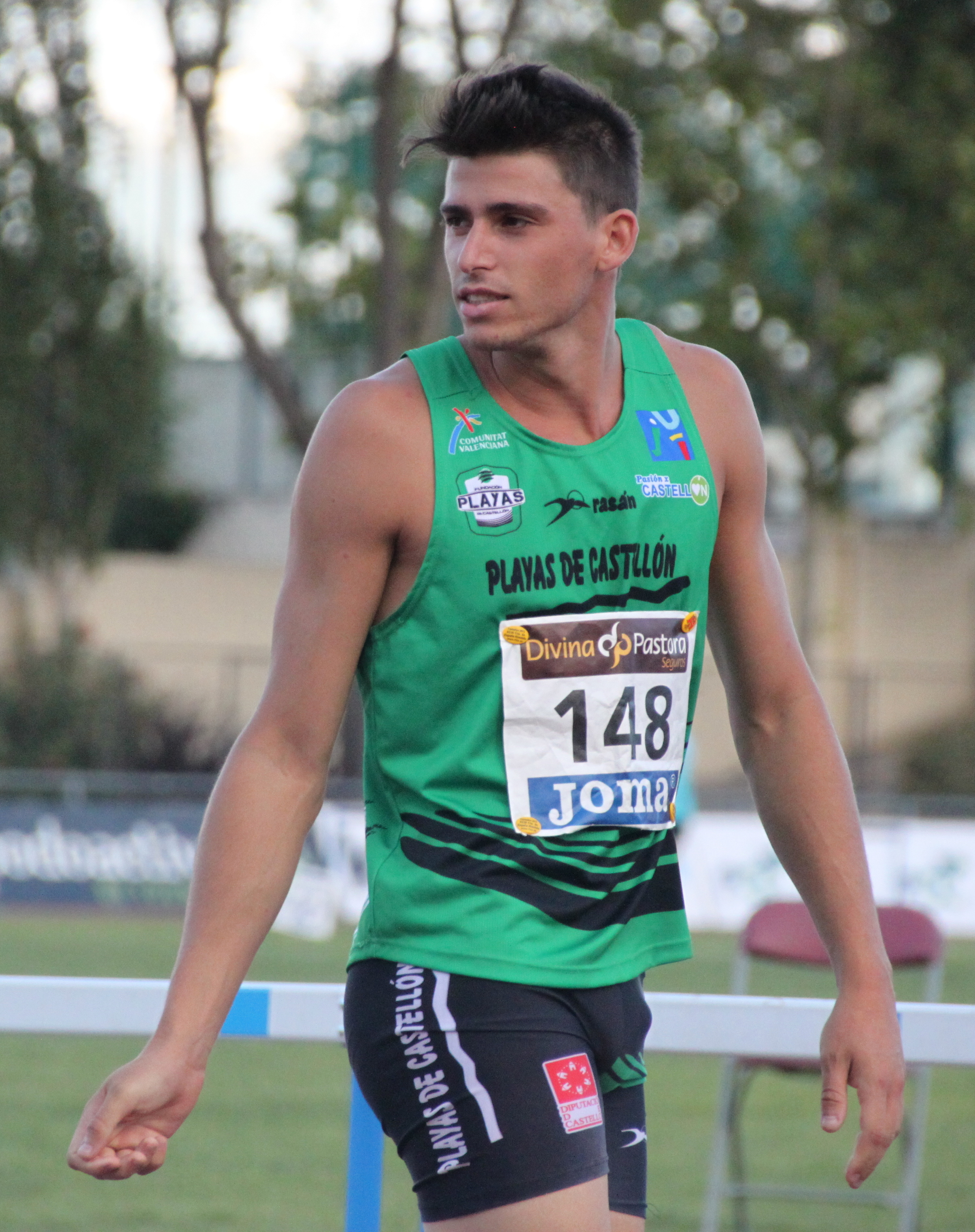
Vicente Docavo blieb unter fünfzehn Meter und hatte damit keine Chance auf die Finalteilnahme

| Platz | Name                | Nation      | Resultat (m) | 1. Versuch (m) Wind (m/s) | 2. Versuch (m) Wind (m/s) | 3. Versuch (m) Wind (m/s) |
| 1     | Karol Hoffmann      | Polen       | 17,0900      | 17,09 / +0,7              | –                         | –                         |
| 2     | Aljaksej Zapik      | Belarus     | 16,95 w      | x                         | 16,95 / +2,2              | –                         |
| 3     | Momtschil Karailiew | Bulgarien   | 16,7300      | 16,73 / +0,7              | 16,50 / +1,0              | –                         |
| 4     | Fabrizio Schembri   | Italien     | 16,5800      | 16,49 / ±0,0              | 16,58 / +1,3              | 15,29 / −2,2              |
| 5     | Zlatozar Atanasov   | Bulgarien   | 16,58 w      | x                         | 15,98 / +0,7              | 16,58 / +2,2              |
| 6     | Andreas Pohle       | Deutschland | 16,54 w      | x                         | 14,15 / +1,3              | 16,54 / +2,8              |
| 7     | Alexei Fjodorow     | Russland    | 16,4300      | 14,93 / +2,5              | x                         | 16,43 / +0,4              |
| 8     | Fabian Florant      | Niederlande | 16,3500      | x                         | x                         | 16,35 / +0,4              |
| 9     | Aleksi Tammentie    | Finnland    | 16,3200      | 16,23 / +0,4              | 16,32 / +0,4              | 16,15 / −0,1              |
| 10    | Igor Syunin         | Estland     | 16,2400      | 16,12 / +1,5              | x                         | 16,24 / +0,6              |
| 11    | Marcos Caldeira     | Portugal    | 15,9500      | 15,95 / +1,5              | x                         | x                         |
| 12    | Daniele Greco       | Italien     | 15,9000      | 15,90 / −0,3              | x                         | x                         |
| 13    | Vicente Docavo      | Spanien     | 14,2900      | x                         | x                         | 14,29 / +1,5              |

## Finale
30. Juni 2012, 19:05 Uhr
| Platz | Name                | Nation       | Resultat (m) | 1. Versuch (m) Wind (m/s) | 2. Versuch (m) Wind (m/s) | 3. Versuch (m) Wind (m/s) | 4. Versuch (m) Wind (m/s)                | 5. Versuch (m) Wind (m/s)                | 6. Versuch (m) Wind (m/s)                |
| 1     | Fabrizio Donato     | Italien      | 17,63 w      | 17,63 / +2,8              | 17,53 / +0,8              | 17,49 / +1,5              | 17,17 / +1,3                             | –                                        | 16,08 / +0,2                             |
| 2     | Scheryf El-Scheryf  | Ukraine      | 17,28 w      | 17,28 / +2,2              | 16,99 / +0,5              | 16,94 / +1,0              | 16,57 / +0,9                             | –                                        | –                                        |
| 3     | Aljaksej Zapik      | Belarus      | 16,97 w      | 16,18 / +0,9              | 16,97 / +3,8              | x                         | 15,38 / +0,7                             | 16,65 / +2,0                             | 16,83 / +2,7                             |
| 4     | Alexei Fjodorow     | Russland     | 16,8300      | x                         | 16,83 / +1,3              | x                         | 16,72 / +1,0                             | 16,68 / +1,3                             | 16,79 / +1,9                             |
| 5     | Momtschil Karailiew | Bulgarien    | 16,77 w      | x                         | 16,77 / +2,1              | 16,68 / +2,6              | 16,61 / +2,1                             | x                                        | x                                        |
| 6     | Karol Hoffmann      | Polen        | 16,7400      | 16,74 / +1,5              | 16,06 / −0,3              | x                         | 16,71 / +1,9                             | x                                        | 16,47 / +1,1                             |
| 7     | Dsmitryj Platnizki  | Belarus      | 16,6800      | x                         | x                         | 16,56 / +2,2              | x                                        | 16,68 / +0,9                             | 16,50 / +0,3                             |
| 8     | Yochai Halevi       | Israel       | 16,6700      | 16,24 / +1,0              | 16,25 / +1,3              | 16,62 / +1,3              | 16,19 / +0,7                             | 16,62 / +0,7                             | 16,67 / +0,5                             |
| 9     | Dimitris Tsiamis    | Griechenland | 16,5200      | 16,52 / +0,9              | 16,19 / +2,6              | 16,44 / +0,7              | nicht im Finale der besten acht Springer | nicht im Finale der besten acht Springer | nicht im Finale der besten acht Springer |
| 10    | Fabrizio Schembri   | Italien      | 16,4000      | 16,34 / +0,8              | x                         | 16,40 / +2,7              | nicht im Finale der besten acht Springer | nicht im Finale der besten acht Springer | nicht im Finale der besten acht Springer |
| 11    | Zlatozar Atanasov   | Bulgarien    | 16,39 w      | /                         | /                         | 16,39 / +1,2              | nicht im Finale der besten acht Springer | nicht im Finale der besten acht Springer | nicht im Finale der besten acht Springer |
| 12    | Andreas Pohle       | Deutschland  | 16,3400      | x                         | x                         | 16,34 / +1,7              | nicht im Finale der besten acht Springer | nicht im Finale der besten acht Springer | nicht im Finale der besten acht Springer |

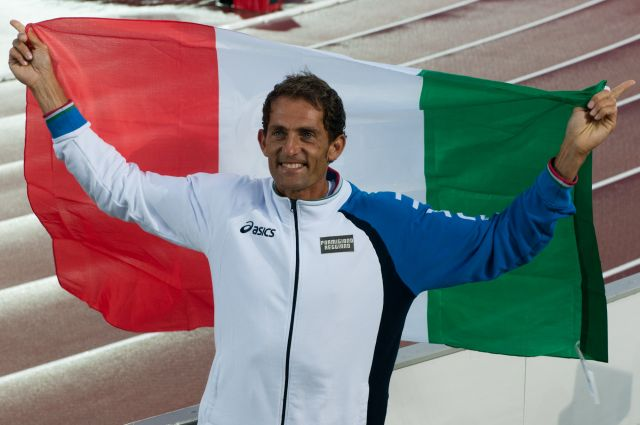
Europameister Fabrizio Donato
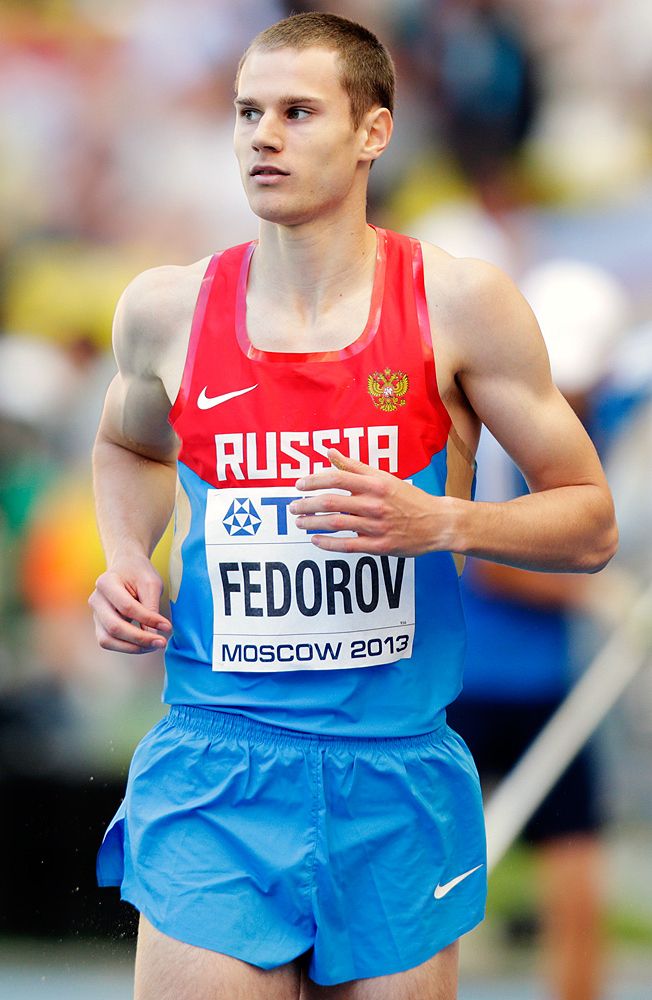
Alexei Fjodorow kam auf den vierten Platz
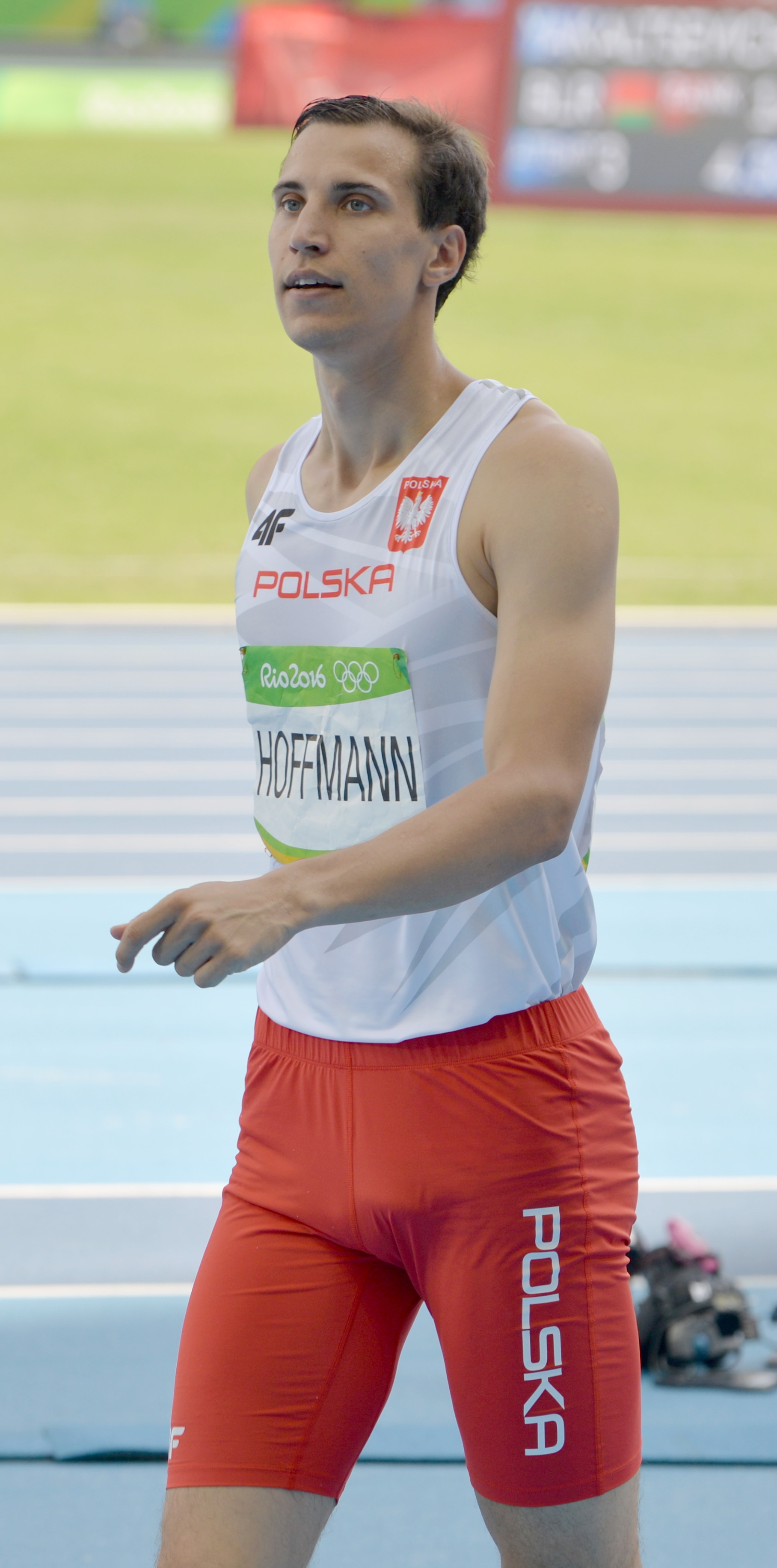
Karol Hoffmann belegte Rang sechs

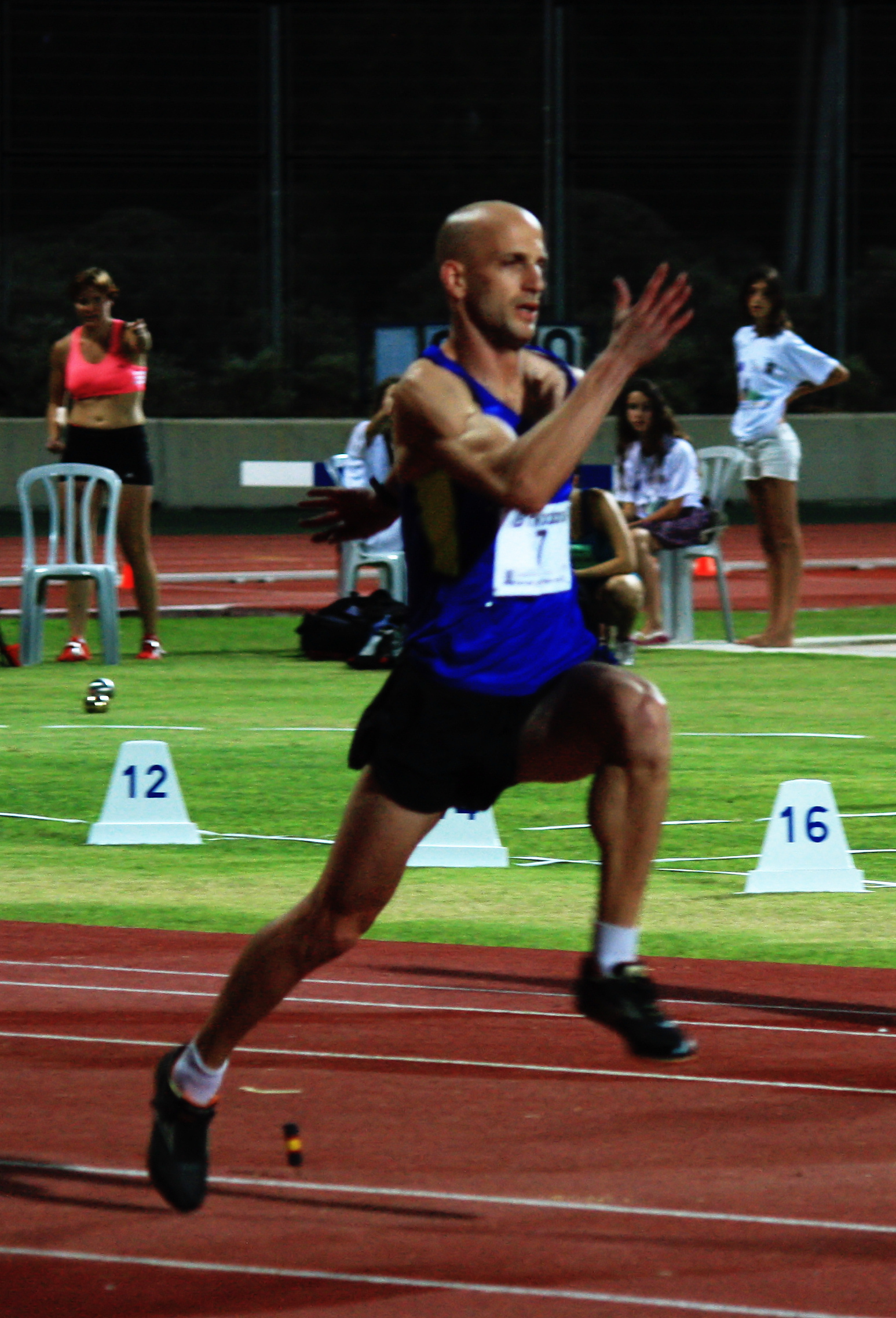
Yochai Halevi wurde Achter
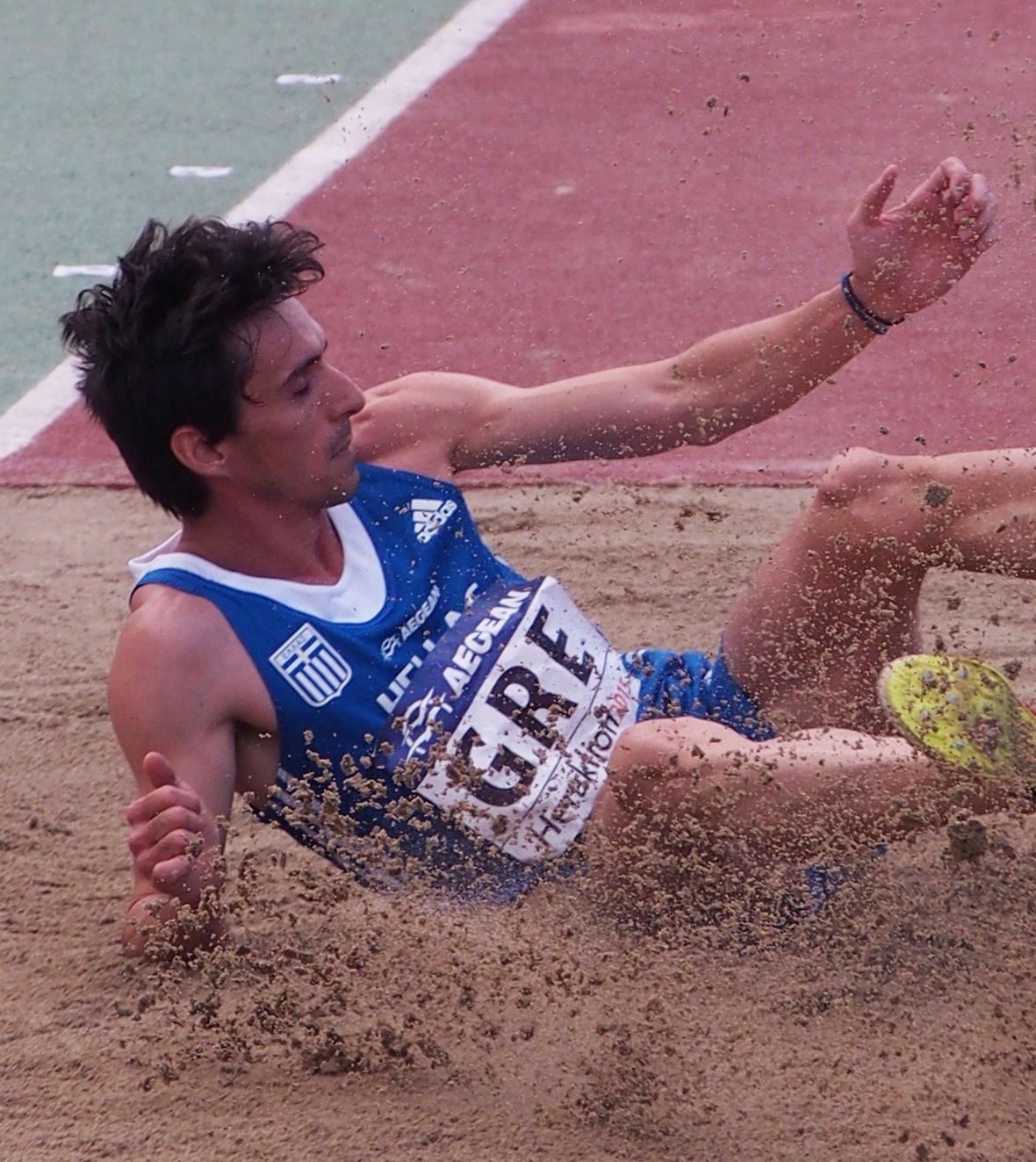
Der neuntplatzierte Dimítris Tsiámis
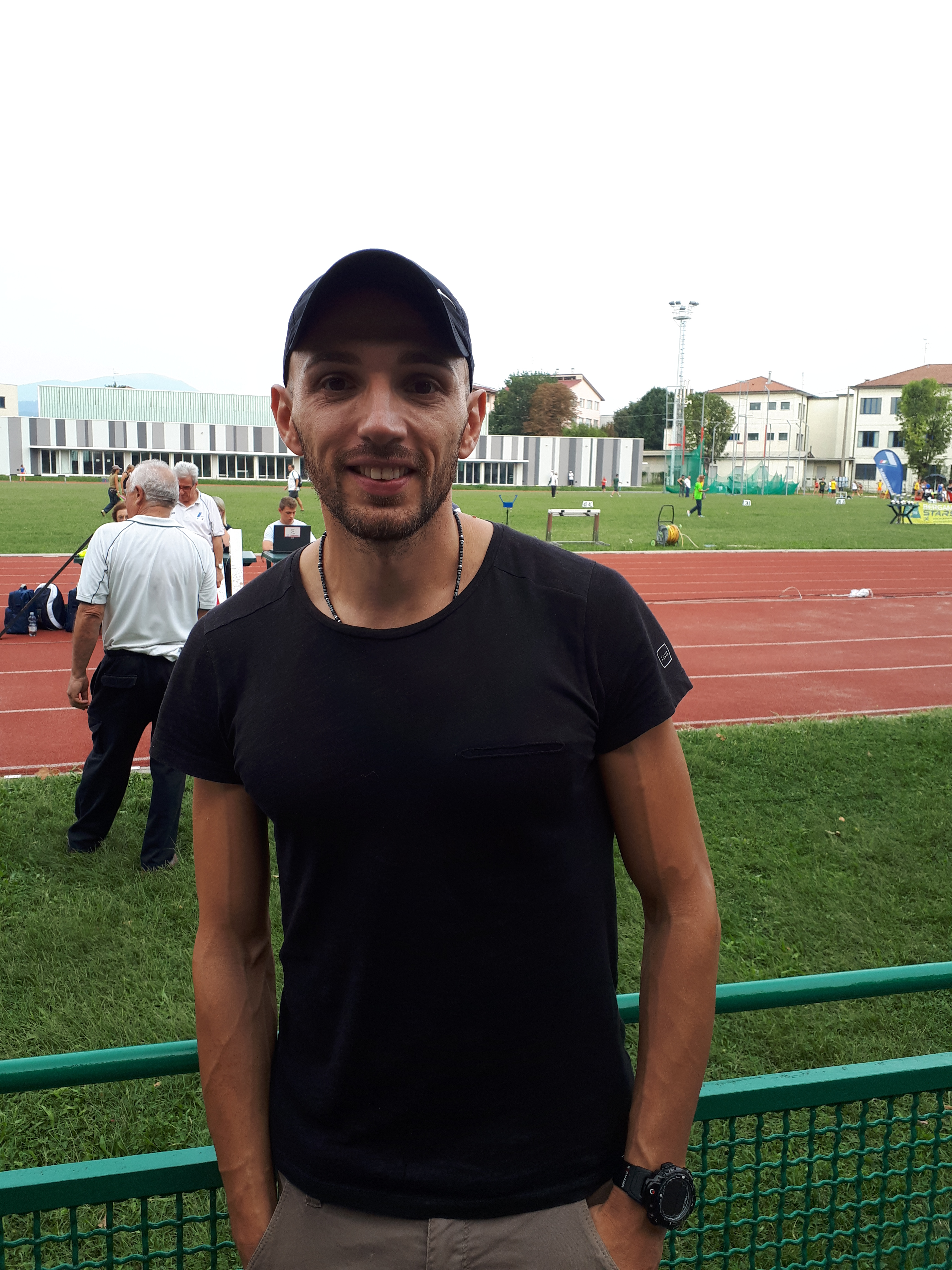
Fabrizio Schembri – Platz zehn
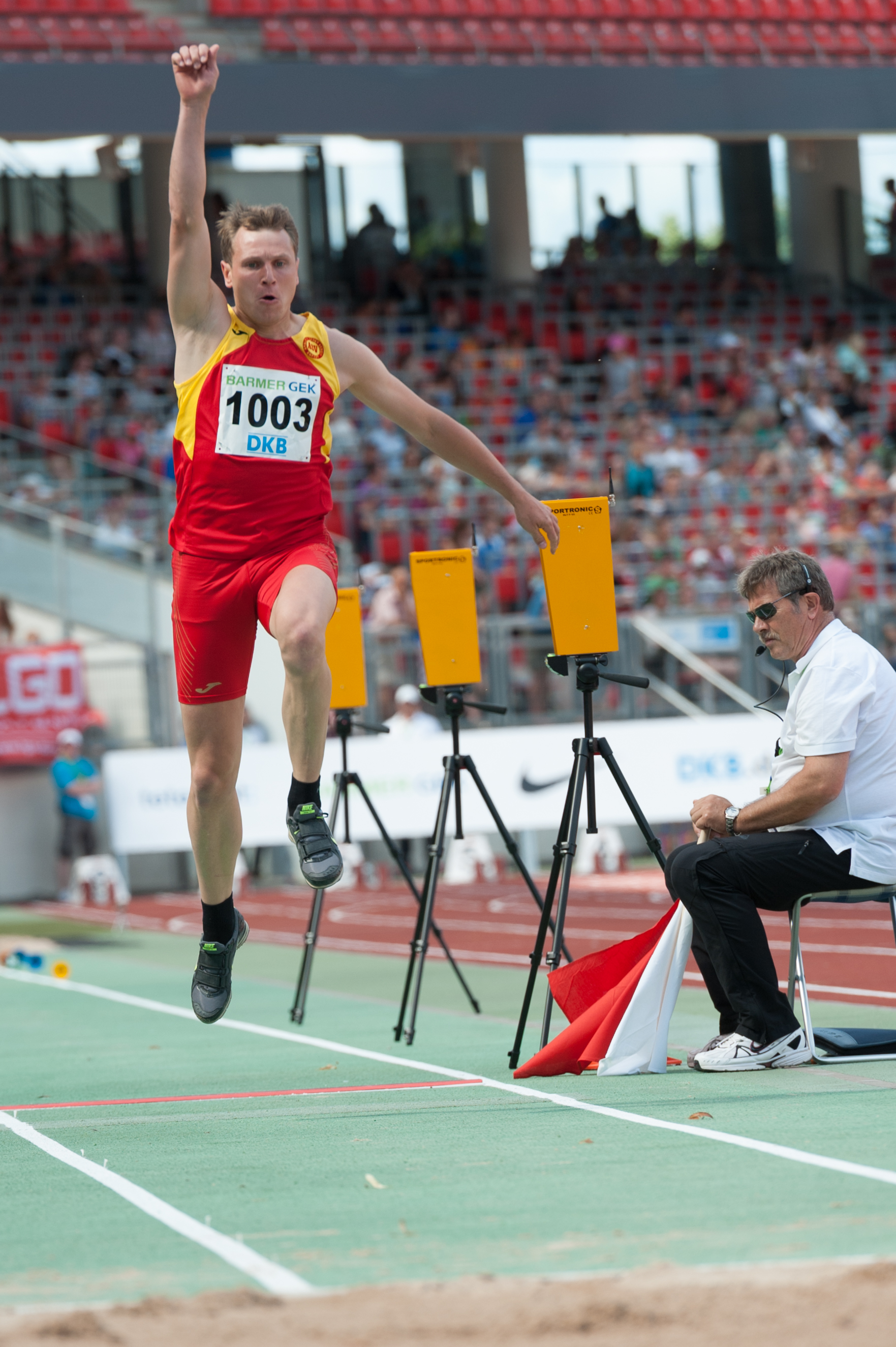
Rang zwölf für Andreas Pohle

## Videolink
- ECH2012 Helsinki Day 4 Fabrizio DONATO (ITA), Interview, youtube.com, abgerufen am 26. Februar 2023